# 高智晟
高 智晟（こう ちせい、1966年 - ）は中華人民共和国の弁護士。現在中国の秘密警察により拘束、虐待されている。中国の法輪功学習者や中国家庭教会に対する人権侵害のケースに言及している。2006年に、彼の人生と仕事に関する本を出版し、2007年には英語にも翻訳されている。2008年のノーベル平和賞の受賞候補者だった。2010年から行方不明になっていたが、2012年1月新疆ウイグル自治区沙雅県に収監されていると報道された。

## 人物
陝西省出身。貧しい環境の中で育ち、人民解放軍での軍役を経て独学で法律を学んだ。2000年北京に智晟法律事務所を設けると、汚職役人の告発・人権問題・法輪功など、多くの弁護士が尻込みする案件について弁護を請け負った。
2005年末より、政府による圧力が強化された。胡錦濤国家主席に「法治の徹底」を求める公開書簡を送付。2006年「国家政権転覆扇動罪」で懲役3年、執行猶予5年を言い渡された。高は非合法な拘束・連行や家族への脅迫などを受けるようになる。2007年、中国共産党第十七次全国代表大会を目前にして言論統制が一層強化される中で、9月末に政府によって監禁され、外国メディアとの接触を断つように強い圧力をかけられた疑いがある。2009年には、迫害から逃れるため、妻の耿和はアメリカ合衆国に亡命した。
2010年4月、AP通信の取材を受けたあと行方不明となった。2011年12月16日に中共メディアの報道で、高が監獄に収監されたという情報が流れた。このことで20カ月にわたる失踪が中共当局の拉致であったことが確認された。2012年1月1日中国当局が高の兄に対して、高が新疆ウイグル自治区のウルムチ市から南西約500キロメートルにある、沙雅県の刑務所に収監されていることを伝えたと報道された。
2014年8月7日、刑期満了のため出所したが、公安による監視は続いているものとみられる。2014年8月15日、アメリカの人権団体フリーダムナウは、服役中の当局の拷問により、高の精神が完全に破壊され、会話ができない状態だと発表した。高は、服役中は明かりがほとんどない小さな独房に入れられ、会話が許されなかったうえ、1日にパン一切れと一かけらのキャベツしか与えられない日々を送り、体重は20キロ以上減った。アメリカ政府は、中国政府当局が高の行動を制限しないよう求めている。